# Haliplus canadensis
Haliplus canadensis är en skalbaggsart som beskrevs av Wallis 1933. Haliplus canadensis ingår i släktet Haliplus och familjen vattentrampare. Inga underarter finns listade i Catalogue of Life.